# 拉相错
拉相错（藏語：ལ་ཤང་མཚོ，威利转写：la shang mtsho，THL：Lashang Tso）位于中国西藏自治区阿里地区改则县境内，地处改则县东部，北临各庄日山，南临茶足日山。湖面海拔4965米，面积16.9平方公里。湖区年均气温-6℃，年均降水量100～150毫米。湖水主要靠地下水补给，集水区面积1087平方公里。